# Étienne Pascal
Étienne Pascal   (Clarmont d'Alvèrnia, 2 de maig de 1588 - París, 24 de setembre de 1651) va ser un intel·lectual francès del segle xvii, conegut, sobretot, per ser el pare de Blaise Pascal i per haver estudiat la corba coneguda com a cargol de Pascal.

## Vida
Era fill de Martin Pascal, tresorer de la monarquia francesa i la seva educació va estar a cura del seu pare. El 1610 va ser nomenat conseller de la Baixa Alvèrnia i el 1625 president de la Cour des Aides, un departament que s'encarregava dels imposts i altres temes fiscals.
El 1626, en morir la seva dona, Antoinette Begon, va dedicar molts esforços a l'educació dels seus fills: dues noies, Gilberte i Jacqueline i el ja esmentat Blaise, que tenien tots ells pocs anys.
El 1631 es va traslladar amb els seus fills a París, on va freqüentar Marin Mersenne, qui li va dedicar uns dels tractats de la seva Harmonie universelle (1636). També va mantenir contactes amb tres matemàtics com Roberval, Desargues i Mydorge.
Obligat a tornar a Clermont uns anys, el 1639 es torna a traslladar a Rouen en ser nomenat intendent d'aquesta província, lloc que ocuparà fins al 1648. Retornat a París, passarà dos anys a Clermont, abans de tornar a París uns mesos abans de la seva mort.

## Obra
No va publicar cap obra. Els seus documents s'han reproduït a les més importants edicions de les obres del seu fill, Blaise Pascal, i en la correspondència d'altres matemàtics com Descartes, Mersenne o Fermat.
És precisament en una d'aquestes cartes, Lettre d'Étienne Pascal et Roberval à Fermat, samedi 16 août 1636, en la que estudia la corba que Roberval va anomenar Limaçon de Pascal (caragol de Pascal).